# 1914 na literatura

## Nascimentos
| Data           | Nome                 | Profissão                                                       | Nacionalidade  | Observações | Ref |
| -------------- | -------------------- | --------------------------------------------------------------- | -------------- | ----------- | --- |
| 17 de Janeiro  | Charles F. Hockett   | linguista                                                       | Estados Unidos | m. 2000     |     |
| 5 de fevereiro | William S. Burroughs | escritor, pintor e crítico social dos Estados Unidos da América | Estados Unidos | m. 1997     |     |
| 11 de março    | Álvaro Salema        | jornalista, ensaísta e crítico literário                        | Portugal       | m. 1991     |     |
| 28 de Maio     | Joseph Greenberg     | linguista                                                       | Estados Unidos | m. 2001     |     |
| 17 de Junho    | John Hersey          | escritor e jornalista                                           | Estados Unidos | m. 1993     |     |
| 18 de Julho    | Adalcinda Camarão    | poetisa e compositora                                           | Brasil         | m. 2005     |     |
| 26 de Agosto   | Julio Cortázar       | escritor                                                        | Argentina      | m. 1984     |     |
| 3 de Novembro  | António Dacosta      | poeta e pintor                                                  | Portugal       | m. 1990     |     |
| 11 de Novembro | Howard Fast          | escritor                                                        | Estados Unidos | m. 2003     |     |

## Mortes
| Data           | Nome              | Profissão | Nacionalidade | Observações | Ref |
| -------------- | ----------------- | --- | ------------- | ----------- | --- |
| 25 de Março    | Frédéric Mistral  | escritor | França        | n. 1830     |     |
| 6 de junho     | Artur Jaceguai    | militar, nobre e escritor                                                                                                | Brasil        | n. 1843     |     |
| 18 de Junho    | Sílvio Romero     | crítico literário, poeta, filósofo, professor e político brasileiro e um dos fundadores da Academia Brasileira de Letras | Brasil        | n. 1851     |     |
| 12 de Novembro | Augusto dos Anjos | poeta | Brasil        | n. 1884     |     |

## Prémios literários
- Nobel de Literatura - não atribuído.